# 西北旺地区
西北旺地区是中华人民共和国北京市海淀区下辖的一个地区办事处，同时保留西北旺镇名称，其行政事务机构实行“一个机构两块牌子”的体制，地区办事处与镇政府合署办公，2003年由东北旺乡和永丰乡合并而成，2011年挂西北旺地区办事处牌。2018年以来，海淀区政府常将该镇与相邻的马连洼街道、上地街道、清河街道、青龙桥街道合称“马上清（青）西”地区。

## 历史

### 地名来源

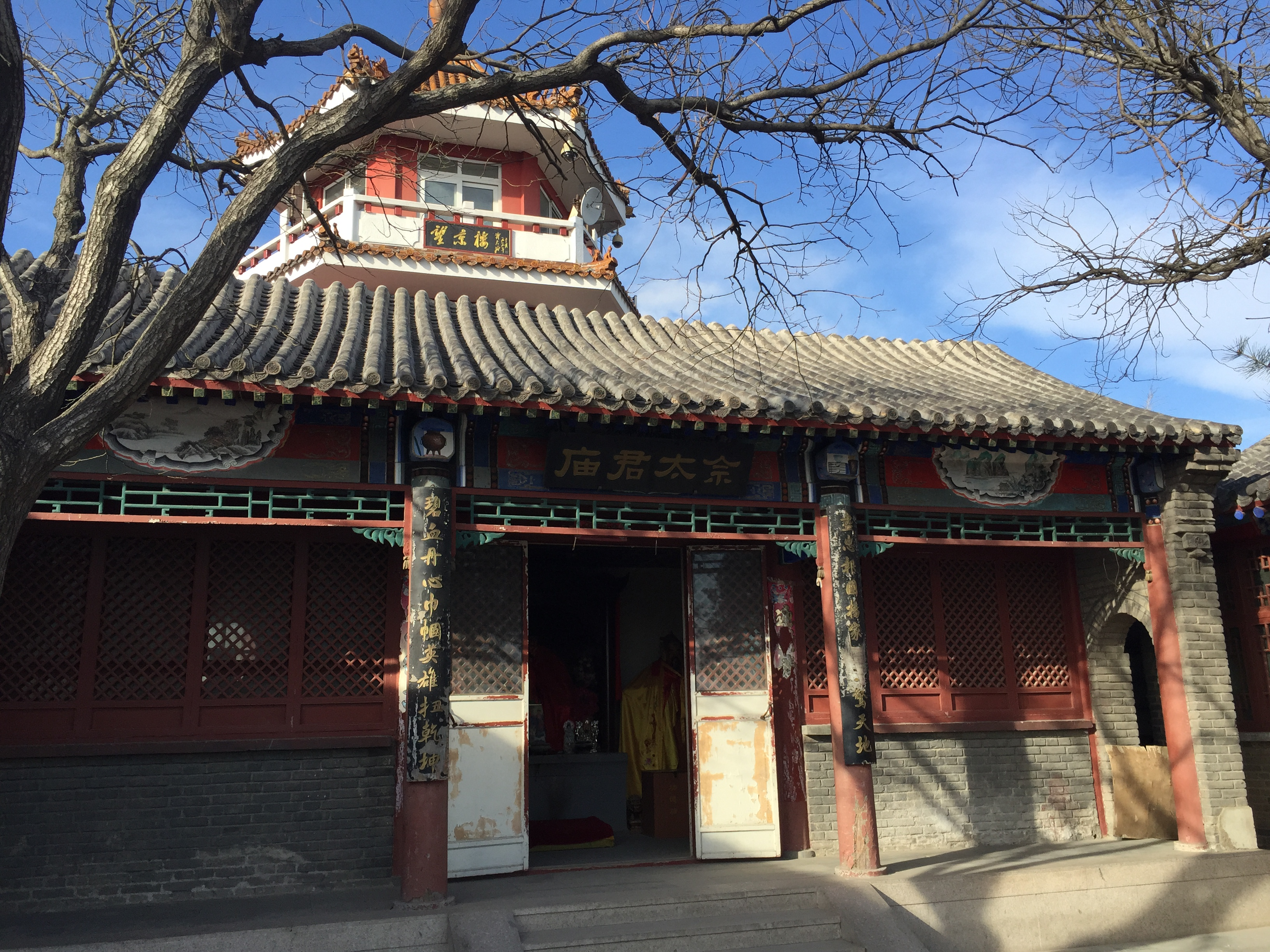
百望山佘太君庙在一定程度上反映了杨家将传说对西北旺一带的影响

《日下旧闻考》卷一百六记载，西北旺村西的百望山“山麓有东西百望村”，百望山自身则因“背而去者，百里犹见其峰”而得名。东百望与西百望这两个因山而称的地名后来讹变为东北旺与西北旺。:250此外，当地民间传说杨家将与辽军作战时，佘太君在百望山遥望其儿杨延昭出征，向东望处称东北望，向西望处称西北望，看不见其子处称挡儿岭，百望山亦得“望儿山”之别称。尽管杨家将一系列故事的发生地点实际上与西北旺一带乃至整个海淀区均无关系，西北旺仍然留有杨家将传说的痕迹，如百望山佘太君庙:334。

### 东北旺乡
原东北旺乡所辖区域在元朝属于昌平县，明朝时大部分属宛平县，清朝乾隆时期属昌平州。:2431928年，马连洼划归北平市郊区，东北旺乡其余区域属昌平县。1947年，马连洼、兴隆庄、黑山扈属北平市郊六区，冷泉、傅家窑、韩家川属市郊五区，其余区域仍属昌平县。
1949年7月，冷泉、马连洼、西北旺、东北旺、后厂、傅家窑等村划入北平市十六区，西二旗、安宁庄、上地划入十四区。:243十六区所辖村与上地村则于1950年划入十三区，西二旗、安宁庄则于1952年被划入十三区，1954年一同划入海淀区，分为东北旺乡、西北旺乡和冷泉乡。:243东北旺乡于1957年划归北京农业大学，成为试验农场，1958年与西北旺乡合并为万寿山人民公社。:243土井、唐家岭等村由昌平县回龙观乡划入海淀区后，和万寿山人民公社一同成为永丰人民公社的一个大队，1961年建立东北旺人民公社。
1978年10月《中日和平友好條約》生效后，温泉公社冷泉大队与永丰、东北旺人民公社合并成中日友好人民公社，但永丰公社于1979年底划出。1983年，中日友好公社改为东北旺乡。:243
截至1992年，东北旺乡下辖10个村民委员会：唐家岭村、土井村、西二旗村、东北旺村、安宁庄村、西北旺村、韩家川村、上地村、冷泉村、马连洼村，计21个自然村。:2452000年3月30日，马连洼、上地设立街道办事处。

### 永丰乡

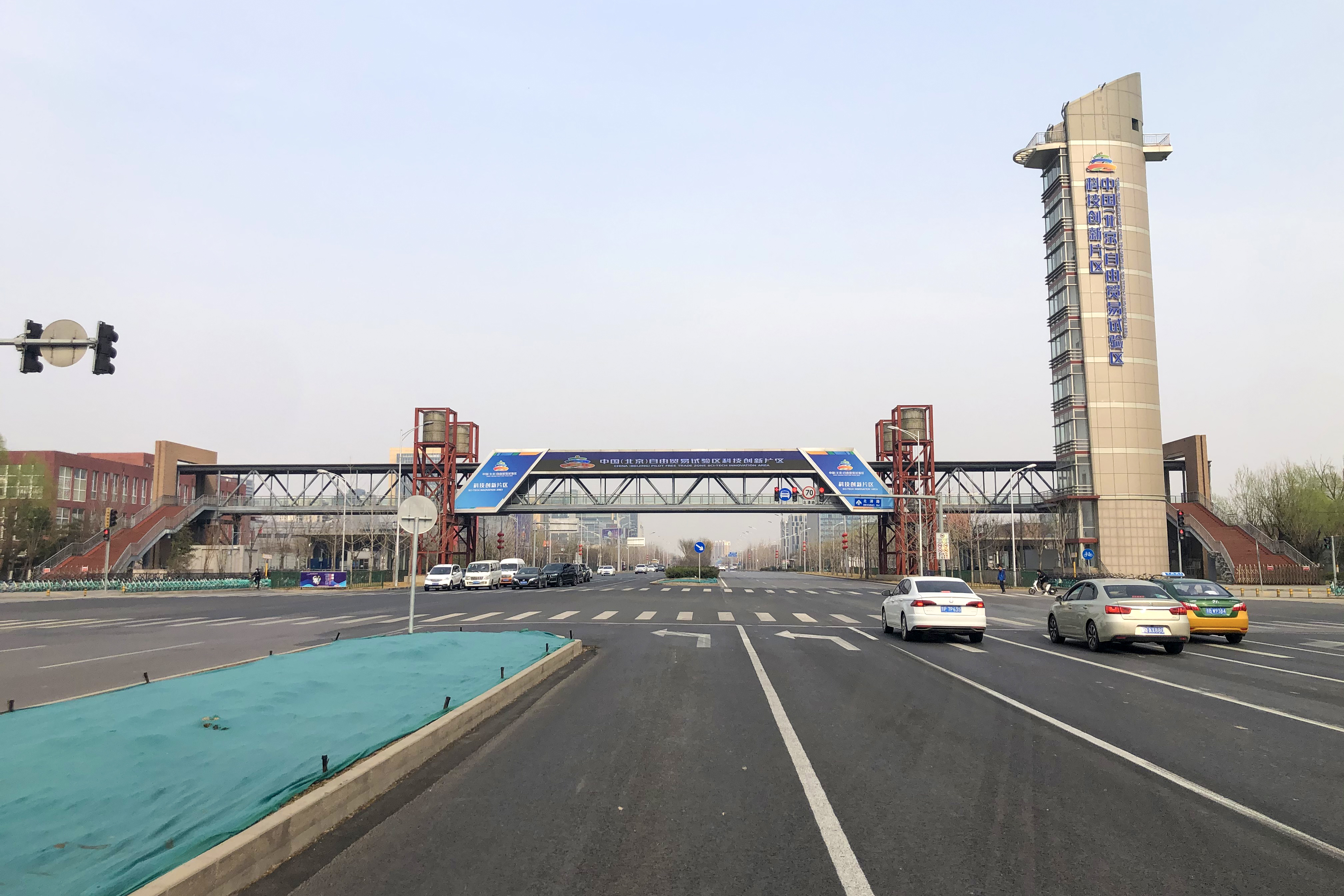
北清路永丰段

今西北旺地区北部原属永丰乡，“永丰”这一地名源于永丰屯村，取“永远丰盛”之意:205，最初为明初昌平州五十三里社中，“坊市社”内的“永丰里”:332。1948年至1957年，永丰屯乡属于昌平县，1958年划入海淀区并成为永丰人民公社的一部分，该公社1961年缩减至原永丰乡域。1978年，永丰人民公社与东北旺人民公社合并成中日友好人民公社，1979年又被分出，1983年改为永丰乡。
截至1992年，永丰乡辖10个村民委员会：西玉河村、东玉河村、皇后店村、大牛房村、小牛房村、辛店村、永丰屯村、六里屯村、屯佃村、亮甲店村，计17个自然村。:206

## 行政区划
西北旺地区下辖以下地区：
冷韩社区、唐土社区、六里屯社区、亮甲店社区、屯佃社区、大牛坊社区、小牛坊社区、东玉河社区、西六里屯社区、航天城第一社区、唐家岭村、土井村、西北旺村、韩家川村、冷泉村、东北旺村、马连洼村、亮甲店村、六里屯村、屯佃村、永丰屯村、大牛坊村、皇后店村、西玉河村、东玉河村和小牛坊村。

## 主要单位

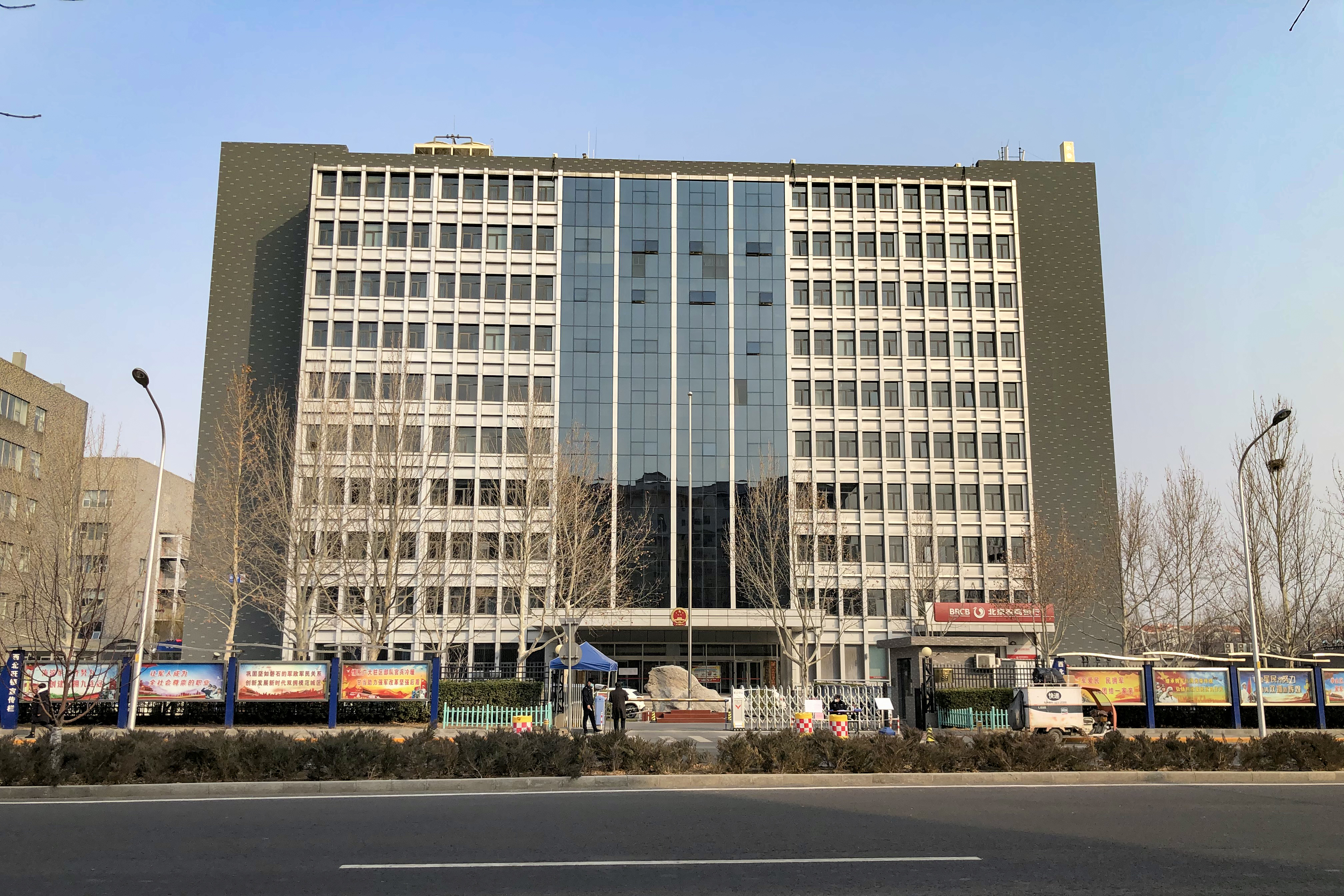
西北旺镇政府

西北旺地区内的主要单位包括航天城、永丰高新技术产业基地、中国科学院空天信息创新研究院等，北京城市学院在航天城一带也设有校区。
此外，故宫博物院北院区计划在西玉河村建设。

## 交通
西北旺地区的东西向主要道路分别是位于辖区南部、与京密引水渠平行的黑龙潭路和位于辖区北部的北清路。2016年12月31日开通的北京地铁 █ 16号线经过西北旺地区并在该地区设屯佃、永丰和永丰南三站，这三站均位于原永丰乡范围内，而西北旺站所在区域早在2005年即已从西北旺镇划归马连洼街道办事处。